# Stratego
Das Spiel Stratego ist ein Brettspiel für zwei Spieler, bei dem die Spieler versuchen müssen, mit ihren verschiedenen Spielsteinen die Fahne des Gegners zu erobern. Das Spiel, an dem Hausemann & Hötte (Jumbo Spiele) die Rechte besitzt, wurde bis 2006 weltweit über 40 Millionen Mal verkauft.

## Geschichte
Der Niederländer Jacques Johan Mogendorff gilt als Erfinder von Stratego.
Das Spiel ist anscheinend eine Ableitung eines Spiels, das bereits 1909 in Frankreich von Hermance Edan patentiert wurde und als L’Attaque ab 1910 von Au jeu retrouvé und später von Gibsons Games verkauft wurde. Ab dem Ersten Weltkrieg erschienen in Europa mehrere Spiele mit ähnlichen Spielregeln bei verschiedenen Herstellern.
Am 20. April 1942 wurde die Marke Stratego auf die niederländische Firma Van Perlstein & Roeper Bosch registriert. Es ist unklar, ob Stratego dann auch 1942 produziert wurde.
Nach dem Zweiten Weltkrieg lizenzierte Mogendorff Stratego zwischen 1946 und 1951 an den niederländischen Verlag Smeets & Schippers, welcher das Spiel ab 1946 produzierte. Das Spiel war aber laut Jumbo kein großer Erfolg.
1958 wurde die 1942 registrierte Marke Stratego an Jaques Johan Mogendorff übertragen. Daraufhin vergab Mogendorff am 10. Juni 1958 eine europaweite Lizenz an den niederländischen Spieleverlag Hausemann & Hötte (Jumbo Spiele). Im ersten Jahr wurden dann europaweit 15.000 Spiele verkauft. 1959 wurde die Lizenz in eine weltweite Lizenz erweitert und Hausmann & Hötte erteilte eine Unterlizenz an Milton Bradley. In Amerika wurde das Spiel 1961 durch Milton Bradley erfolgreich eingeführt. 1962 verkaufte Mogendorffs Witwe Sientjen Vromen das Copyright an Stratego sowie das US-amerikanische Warenzeichen an Hausemann & Hötte. 1962 wurden weltweit 100.000, 1967 mehr als 300.000 und allein im Jahr 1980 mehr als 700.000 Spiele verkauft. Milton Bradley und Hasbro, das 1984 von Milton Bradley übernommen wurde, haben bis 2005 ungefähr 10 Millionen Spiele verkauft und mehr als 5 Millionen US-Dollar Lizenzgebühren an Hausemann & Hötte bezahlt.

### Strategy
2005 wurde Hasbro verklagt, weil Stratego eine Kopie des am 25. Mai 1948 in Kanada und den USA von Gunter Sigmund Elkan registrierten Spiels Strategy sei. Diese Klage wurde abgewiesen: Die Spiele seien zwar im Wesentlichen identisch, es wurde aber gezeigt, dass die Marke Stratego schon 1942 registriert und das Spiel bereits 1946 produziert wurde.

## Spielbeschreibung

### Übersicht

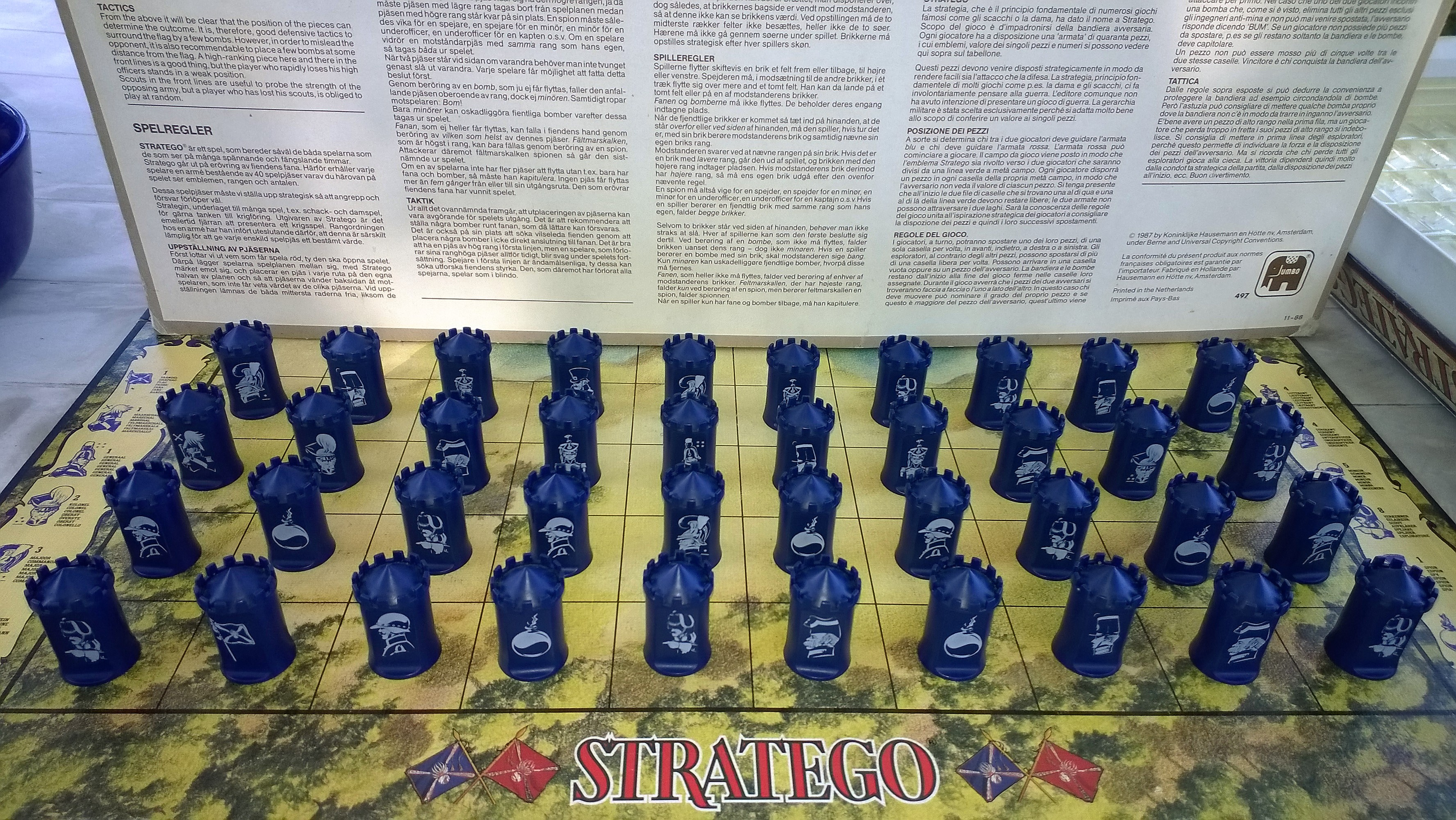
Stratego Aufstellungsbeispiel

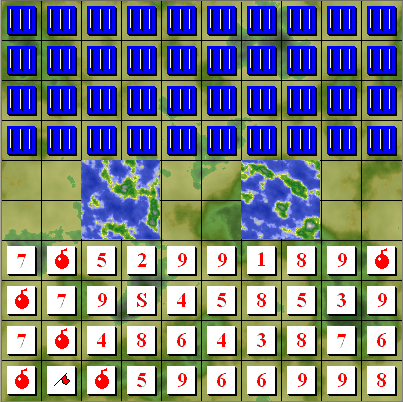
Computerversion des Stratego-Spielbretts

Jeder der beiden Spieler erhält 40 Spielfiguren. Sie sind der hierarchischen Struktur eines Heeres angelehnt (Ränge) und dementsprechend verschieden spielstark: in der Regel kann eine Figur nur rangniedrigere schlagen. Jedes Heer besitzt eine Fahne, die es zu verteidigen gilt. Am Spielbeginn stellt jeder Spieler seine Figuren in beliebiger Anordnung auf den 4 Reihen des Spielbrettes (10×10 Felder) auf, die ihm am nächsten sind. Die Ränge der Figuren sind dem Gegner zunächst unbekannt. Durch abwechselndes Ziehen je einer Figur versuchen die Spieler, die gegnerische Fahne zu schlagen oder den Gegner bewegungsunfähig zu machen, wodurch das Spiel gewonnen wird. Greift eine Figur eine gegnerische an (Abfragen), dann verkünden beide Spieler den Rang ihrer Figur und die rangniedrigere wird vom Feld genommen (Ausnahmen siehe unten). Bei gleichem Rang werden beide Figuren vom Feld genommen.
Ein unentschiedener Ausgang der Partie (Remis) ist möglich, wenn
1. es die Spieler vereinbaren oder
2. in Turnieren mit Zeitbegrenzung die festgelegte Partiezeit abgelaufen ist.

### Das Spielbrett
Grundlage des Spielbretts bildet ein Raster mit zehn mal zehn Feldern. Die beiden mittleren Reihen sind durch zwei quadratische Seen unterbrochen, die nicht betreten werden dürfen und die jeweils den Raum von vier Feldern einnehmen; das Brett besteht somit aus insgesamt 92 Feldern.

### Die Figuren
Figuren in absteigender hierarchischer Reihenfolge, mit Anzahl für jeden Spieler:
1. 6 × Bombe (unbeweglich, schlägt jeden Angreifer außer den Mineur)
2. 1 × Feldmarschall (X) (nur durch Bomben und den angreifenden Spion zu schlagen)
3. 1 × General (★★★★)
4. 2 × Oberst (★★★)
5. 3 × Major (★)
6. 4 × Hauptmann
7. 4 × Leutnant
8. 4 × Unteroffizier
9. 5 × Mineur (kann als einzige Figur Bomben schlagen)
10. 8 × Aufklärer (kann horizontal oder vertikal beliebig weit ziehen, aber nicht über andere Figuren oder Seen hinweg; wie ein Turm beim Schach)
11. 1 × Spion (schlägt den Feldmarschall, wenn der Spion die angreifende Figur ist)
12. 1 × Fahne (unbeweglich; wird von jeder Figur geschlagen; ihre Eroberung bedeutet den Sieg.)

Bis auf die Aufklärer, Bomben und Fahnen können die Figuren horizontal oder vertikal ein Feld weit, also auf das unmittelbar angrenzende Feld ziehen. Jede Richtung ist möglich, lediglich der Brettrand, von eigenen Figuren besetzte Felder und die zwei nicht betretbaren Seen sind Hindernisse.

### Spielverlauf
Die Spieler ziehen abwechselnd. Man zieht, indem man eine seiner Figuren auf ein anderes Feld bewegt, welches leer oder von einer gegnerischen Figur besetzt sein kann. Im zweiten Fall wird die gegnerische Figur angegriffen, und beide Spieler erfahren den Rang der jeweils gegnerischen Figur. Die rangniedrigere von beiden wird geschlagen und vom Brett genommen, es sei denn, der Spion greift den Feldmarschall an oder ein Mineur eine Bombe. In diesen Fällen wird der Feldmarschall bzw. die Bombe geschlagen.
Wenn zwei Figuren gleichen Ranges aufeinandertreffen, werden beide aus dem Spiel genommen. Anderenfalls bleibt die schlagende Figur auf dem Zielfeld des Zuges stehen. d. h. auf dem Feld der angegriffenen Figur.
Man darf eine Figur nicht mehr als dreimal zwischen denselben beiden Feldern hin und her ziehen, ohne dazwischen einen anderen Zug zu machen (Zwei-Felder-Regel). Es spielt keine Rolle, ob die hin und her ziehende Figur dabei auch gegnerische Figuren angreift und schlägt.
Es ist nicht erlaubt, eine oder mehrere gegnerische Figuren endlos zu jagen, d. h. immer wieder mit einer eigenen Figur zu bedrohen, indem man diese auf ein Feld zieht, von wo sie die gejagte Figur im nächsten Zug angreifen könnte (ISF-Mehrfeldregel): Der jagende Spieler darf keinen Zug machen, durch den eine Figurenstellung entstehen würde, die es in der Partie zuvor schon gab. Es ist aber jederzeit erlaubt, eine Figur auf ein Feld zurückzutreiben, von dem sie im unmittelbar vorhergehenden Zug kam, solange dies nicht gegen die Zwei-Felder-Regel verstößt.

### Strategisches

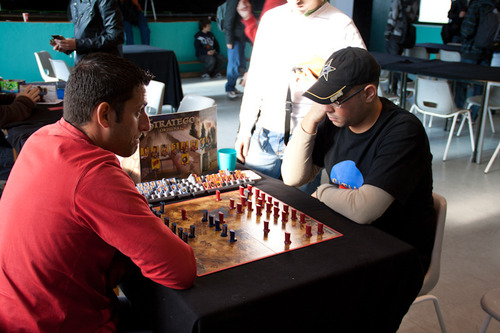
Stratego-Spieler

Da zu Beginn die gegnerischen Figurenränge nicht bekannt sind, tasten sich die Spieler in den ersten Zügen ab und suchen nach Hinweisen, wo die Schwachstellen, die höchsten Figuren, die Bomben und die Fahne sind. Dabei achten sie darauf, die Verluste gering zu halten. Abgefragte Figuren werden sogleich wieder umgedreht, so dass eine wichtige Leistung des Spielers darin besteht, sich die Figuren zu merken. Im Mittelspiel geht es meist darum, die gewonnenen Informationen in ein Figurenübergewicht umzusetzen. Hier ist taktisches Geschick gefragt. Die Mittel sind Täuschung, das Eingehen von begrenztem Risiko und die Auswahl geeigneter Figuren für Angriff und Verteidigung. Im Endspiel wird entweder der schwächere Spieler zermürbt, während dieser mit verzweifelten Angriffen seine letzte Chance sucht, oder beide drängen in Richtung der vermuteten Position der gegnerischen Fahne und müssen Angriff und Verteidigung geschickt abwägen.
Bedrohung durch Bomben gegenüber Beweglichkeit:

Man sollte seine Figuren bereits beim Aufbau des Heeres so platzieren, dass die eigenen Bewegungsmöglichkeiten nicht zu sehr eingeschränkt sind oder wichtige Figuren zu Beginn nicht zur Verfügung stehen. Dies ist beispielsweise dann der Fall, wenn die unbeweglichen Bomben so aufgestellt werden, dass mehrere zusätzliche Züge nötig sind, um sie mit den übrigen Figuren zu umgehen.
Unmittelbare Schlagkraft gegenüber Schonung für später:

Außerdem ist es denkbar, dass ein Spieler seine starken Figuren eher im hinteren Feld positioniert hat, um sie zunächst zu schonen, dadurch jedoch kaum durch eine möglicherweise besonders starke Front des Gegners hindurchstoßen kann.
Geschützte gegenüber freie Fahne:

Eine wichtige Überlegung ist, ob man seine Fahne hinter Bomben schützt oder sie frei positioniert. Turnierspieler stellen sie meist gegen schwächere Spieler hinter Bomben auf, um kein Risiko einzugehen, und gegen stärkere frei, damit sie schwerer gefunden werden kann, wenn man alle beweglichen Figuren bereits gezogen hat, denn der Gegner kennt dann die Positionen der unbeweglichen (Fahne und Bomben). Um jedoch nicht berechenbar zu werden, wird immer aus einem großen Repertoire an Varianten gewählt.
Information gegenüber Figurenüberlegenheit:

Vor allem Anfänger konzentrieren sich stark darauf, Figurengewinne zu erzielen, und lassen daher eher den Gegner angreifen. Fortgeschrittene Spieler wissen jedoch Informationen, die sie durch gezieltes Abfragen gewinnen, später zu nutzen, was den anfänglichen Nachteil überwiegen kann.
Flexibilität gegenüber Schutz:

Um möglichst gut auf Attacken des Gegners reagieren zu können, ist es manchmal sinnvoll, viele seiner Figuren zu bewegen und optimal in Position zu bringen. Andererseits ist es oft besser, nur wenige Figuren zu benutzen, damit der Gegner von den übrigen noch nicht weiß, ob es sich um Bomben handelt, und man wenig Hinweise auf die Position der Fahne gibt. Je mehr der Gegner über die Stellung weiß, desto eher ist er bereit vorzustoßen und ein Risiko einzugehen.
Schnelligkeit gegenüber Tarnung:

Oftmals kann es nützlich sein, einen dem Gegner noch unbekannten Aufklärer wie alle anderen Figuren nur ein Feld weit zu ziehen, um seinen Rang nicht bereits ohne Kampf zu verraten. Dies gilt insbesondere, wenn eine spezielle, nicht unmittelbar erreichbare gegnerische Figur aufgeklärt werden soll oder der gegnerische Spion das Angriffsziel ist.

## Turniere
Vor allem in den Niederlanden, aber auch in den deutschsprachigen Ländern, den USA und einigen osteuropäischen Ländern, wird Stratego auf hohem Niveau gespielt und ein regelmäßiger Turnierbetrieb durchgeführt. Die daraus resultierende Weltrangliste wird dabei von holländischen Spielern dominiert. Spieler wie Vincent de Boer und Erik van den Berg etablieren sich bereits seit Jahren auf den ersten Rängen.
In Deutschland organisierte sich das Spiel in den 1970er und 1980er Jahren zunächst in einzelnen Regionen, erst seit den 1990er Jahren entwickelte sich eine vernetzte Szene. Dabei spielte der holländische Verband eine wichtige Rolle. Seit 1993 gibt es Deutsche Meisterschaften, die zunächst im K.-o.-System ausgetragen wurden. Seit 1997 finden sie nach dem Schweizer System statt. Turniere finden regelmäßig in fast allen Bundesländern statt. Des Weiteren wurden erste Online-Turniere veranstaltet.
Die erste Weltmeisterschaft fand 1997 in London statt. Den Rekord hält Erik van den Berg mit vier Titeln, gefolgt von Vincent de Boer mit drei Titeln. Erstmals im Jahr 2009 konnte mit Steffen Annies mit acht Siegen und zwei Niederlagen aus zehn Runden ein deutscher Spieler den Weltmeistertitel erringen. Im gleichen Jahr errang mit Ansgar Pausch ein weiterer Deutscher den Titel des Junioren-Weltmeisters.

## Künstliche Intelligenz
Der Software DeepNash von DeepMind gelang es im Jahr 2022, Stratego auf dem Niveau von menschlichen Spitzenspielern zu spielen. Gegen die besten menschlichen Spieler auf der Spieleplattform Gravon erreichte DeepNash eine Gewinnrate von 84 Prozent. DeepNash verwendet einen neuartigen Ansatz, der auf einer Kombination aus Spieltheorie und sogenanntem modellfreiem Deep Reinforcement Learning basiert. Die Software hat dafür etwa zehn Milliarden Mal gegen sich selbst gespielt und hatte das Ziel, ein so genanntes Nash-Gleichgewicht zu erreichen. Ein Spiel, das sich im Nash-Gleichgewicht befindet, verläuft stabil, denn das einseitige Abweichen von der Strategie würde einen Nachteil bedeuten.
Die Entwicklung einer spielstarken Stratego-Software ist eine enorme Herausforderung, weil die Anzahl der möglichen Spielzustände auch im Vergleich zu Schach, Go und Texas Hold’em außergewöhnlich ist. Weil die Komplexität des Spielbaums von Stratego so groß ist, ist es nicht möglich, eine Monte-Carlo-Baumsuche zu verwenden.